# Maja Cotič
Maja Cotič, slovenska udeleženka lepotnih tekmovanj, * 1989
Leta 2013 je kot študentka kozmetike na Visoki šoli za storitve osvojila naslov Miss Slovenije. Tri leta prej je zmagala na izboru za obraz prireditve Beauty Weekend Portorož 2010, leta 2009 pa je bila v finalu tekmovanja Miss Hawaiian Tropic Slovenije.
Pred kozmetiko je študirala ekonomijo.
Živi in dela v Dubaju. Leta 2014 se je poročila.

## Zgodnja leta
Odraščala je v Mirnu. Bila je navdušena kotalkarica do srednje šole, ko je morala s tem prenehati zaradi zdravstvenih težav. Kotalke je ponovno obula za plesne točke, ki jih je predstavila na miss Slovenije in miss sveta. Visoka je 168 cm.